# Cava Manara
Cava Manara – miejscowość i gmina we Włoszech, w regionie Lombardia, w prowincji Pawia.
Według danych na rok 2004 gminę zamieszkuje 5378 osób, 316,4 os./km².